# Springdale (contea di Lancaster, Carolina del Sud)
Springdale è un census-designated place (CDP) degli Stati Uniti d'America, situato in Carolina del Sud, nella contea di Lancaster.